# Fernando Gallego

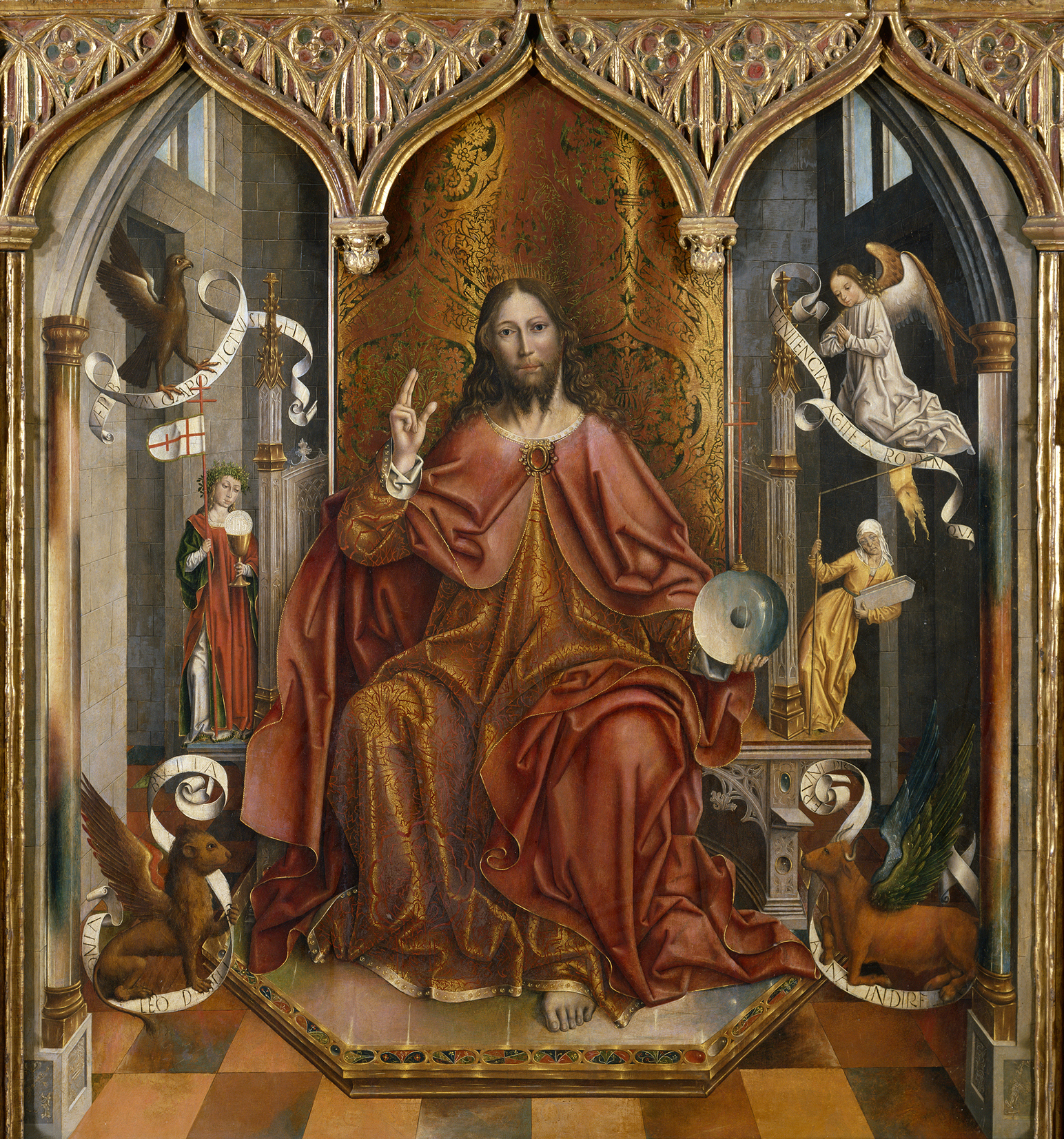
Crist beneint de Fernando Gallego (Museu del Prado)

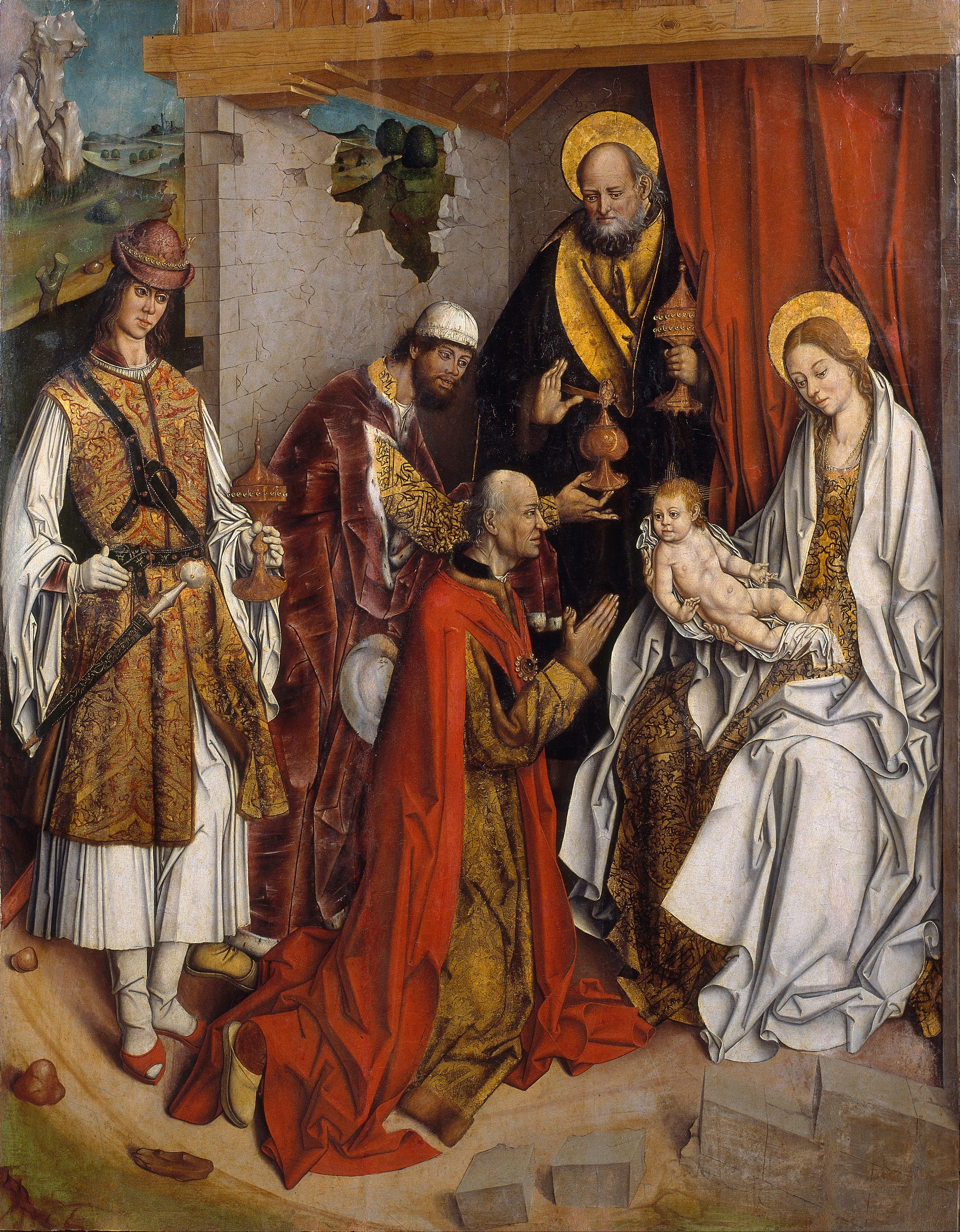
Epifania, al MNAC

Fernando Gallego (ca. 1440 - 1507) va ser un pintor espanyol de l'escola hispano-flamenca.

## Biografia
Se'l té per nascut en la ciutat de Salamanca vora l'any 1440, encara que no se saben amb exactitud les dades del lloc i el moment del naixement. Es desconeix tot el referent a la seva formació artística, i encara que alguns han proposat un viatge a Flandes, d'altres, que són més, descarten aquesta possibilitat i apunten més aviat a una formació autodidacta a la península a través dels gravats que circulaven per aquella època procedents de Flandes.
Les primeres referències documentals el situen treballant a la Catedral de Plasència al costat d'un pintor desconegut anomenat Juan Felipe. Anys més tard se'l situa a Coria, amb l'encàrrec de sis retaules. Aquestes obres no es conserven, cosa que no ajuda a aclarir el seu període formatiu.
El 1486, hom el cita com a veí de Ciudad Rodrigo, sens dubte degut al fet que en aquests moments es trobava treballant en el retaule de la catedral. L'última referència documental que se'n té és de l'any 1507, quan se'l situa realitzant un encàrrec de la Universitat de Salamanca. No es creu que pogués viure gaire més enllà d'aquell any, encara que la data de defunció també és desconeguda.

## Obres
La seva obra és molt àmplia, malgrat que no ens hagin arribat moltes de les seves obres. Se'n conserven a les províncies de Salamanca, Zamora, Càceres, Astúries, Madrid i Barcelona; i en altres països com França, Estats Units i Mèxic.

### Obres destacades
- El retaule de Sant Ildefons de la Catedral de Zamora
- La Pietat del Museu del Prado
- El Cel de Salamanca en el Pati d'Escoles Menors de la Universitat de Salamanca
- Les taules d'Arcenillas, disperses entre la localitat d'Arcenillas (Zamora, el Museu Catedralici de Zamora i el Museu de Belles Arts d'Astúries
- El retaule de Sant Llorenç a Toro
- Epifania, al Museu Nacional d'Art de Catalunya[1][2]
- Retaule de la Catedral de Ciudad Rodrigo, en l'actualitat al museu de la Universitat de Tucson (Arizona, EUA).